# 弦楽四重奏曲第1番 (バルトーク)
バルトークの弦楽四重奏曲第1番（げんがくしじゅうそうきょくだい1ばん）作品7、Sz.40は、バルトーク・ベーラが1908年に完成させた弦楽四重奏曲。ロマン派音楽ではあまり顧みられることのなかった弦楽四重奏曲という分野に新たな光を投げかけた傑作として知られる。

## 作曲の経緯
バルトークは以前からシュテフィ・ゲイエルという女性と親しく交際していた。彼女はバルトークからヴァイオリン協奏曲を贈られるほどの腕を持つヴァイオリニストで（ただしこの協奏曲を公式に演奏した記録は残っていない）、知的な女性であった。二人は手紙で心情を吐露しあってきたが、1907年頃からその手紙には互いの宗教観や死生観の違いが露わになるようになってきた。その頃バルトークは、教職にあったブダペスト音楽アカデミーで女学生マルタ・ツィーグラーと出会った。この頃からバルトークはシュテフィとは次第に距離を置くようになり、結局、バルトークは2年後にマルタと結婚した。この弦楽四重奏曲第1番は、こうした時期に作曲されている。

## 初演
1910年3月19日ブダペストにて行われたヴァルトバウエル弦楽四重奏団によるバルトークとコダーイの作品による演奏会。

## 楽章構成
1. Lento
2. Allegretto
3. Allegro vivace

ただし、3つの楽章は切れ目なく続けて演奏される。演奏時間は全曲で約30分。
この作品の第1楽章は葬送の音楽であるとバルトークはゲイエルへの手紙に書いている。しかも、その主題は彼自身が『シュテフィのライトモティーフ』と呼び、彼女に贈った協奏曲の主要主題のモチーフの変形から成っていて、2本のヴァイオリンが短いカノン風に呼び交わす構成になっている。この頃、二人の間で自殺論議の手紙がやりとりされている事実や、その後の二人の交際のなりゆきなどを含め、多くの研究者が注目するところである（バルトークの遺されている書簡では、シュテフィとの別れを迎えた当時の彼は、かなり落ち込んでいたらしい）。また、シェーンベルクが十二音技法を確立する以前の作品であるが、冒頭3小節の間に12の音がすべて使われていることも、よく知られている。
第2楽章では、全音音階やオスティナート音型の使用が顕著で、特に後者は調性の軛から放たれた音楽をまとめ上げ安定させる装置として同時代の新ウィーン楽派やストラヴィンスキーが多用した音型として影響関係が認められる箇所である。
第3楽章は、ソナタ形式風の変奏曲。バルトークはその変奏技法を、民謡採取のフィールドワークから学んだとされている。すなわち、村から村へ音楽を採集し、あるいは同じ村の古老と若者から同じ歌を聴き、それらが変形してゆく過程に興味を持ち自らの変奏技法として取り込んだと言われる。この楽章ではその変奏技法と民謡がもっていたリズムの活力、シンコペーションの力強さ、変拍子の妙が十全に発揮されている。
音楽研究家セルジュ・モルーは、その著作『バルトーク』の中で、この作品とベートーヴェンの弦楽四重奏曲第14番作品131との類似を指摘している。

## 参考図書
- ポール・グリフィス・著、和田旦・訳『バルトーク -- 生涯と作品 --』 泰流社 1986年 ISBN 4884705599